# Hawaii (U-Boot)
Die Hawaii, auch USS Hawaii (Kennung: SSN-776), ist ein atomgetriebenes Jagd-U-Boot der Virginia-Klasse der United States Navy. Das U-Boot ist nach dem US-amerikanischen Bundesstaat Hawaii benannt.

## Geschichte
Die Hawaii wurde zusammen mit ihren zwei Vorgängern und einem Nachfolger am 30. September 1998 in Auftrag gegeben. Der Auftrag für die Hawaii erging dabei an die Electric Boat, einem Teil des General-Dynamics-Konzerns. Der Kiel des U-Bootes wurde am 27. August 2004 auf der Werft von EB in Groton, Connecticut gelegt. Am 17. Juni 2006 wurde das Boot nach dem Bundesstaat Hawaii getauft, Taufpatin war die Gouverneurin von Hawaii, Linda Lingle. Die Indienststellung des Bootes fand am 5. Mai in Groton statt. Heimathafen der Hawaii wurde New London, Connecticut.
Ende 2007 begann die erste Verlegung des Bootes, die bis in den Mai 2008 dauerte. Die letzten Monate wurde das U-Boot zur Beobachtung von Drogenschmugglern eingesetzt. Mehrere Boote mit Drogen wurden so entdeckt und von Überwasserschiffen aufgebracht. Dafür wurde der Besatzung die Coast Guard Meritorious Unit Commendation verliehen. 2009 wurde die Hawaii in Pearl Harbor auf Hawaii stationiert. Im August 2010 verlegte das U-Boot in den Pazifik. Unter anderem nahm es dort an der Übung Valient Shield und Trainingsfahrten mit der Trägerkampfgruppe um die Abraham Lincoln teil.